# Michal Sáček
Michal Sáček (* 19. září 1996 Hustopeče) je český profesionální fotbalista, který hraje na pozici středního záložníka za polský klub Jagiellonia Białystok. V roce 2021 odehrál také 1 utkání v dresu české reprezentace.
Jeho přednostmi jsou technika, kreativita, rychlost, poctivost a disciplína. Jeho oblíbenými kluby jsou od mala AC Sparta Praha a Arsenal FC.

## Klubová kariéra

### Začátky
Malého Michala dovedl na jeho první trénink jeho dědeček. Bylo mu tehdy 5 let. Do 7 let hrál kromě fotbalu i házenou, z časových důvodů se ale musel rozhodnout jen pro jeden z nich a zvolil si kopanou. Z Hustopečí, odkud pochází, postupně před přestupem do Sparty prošel ještě mládeží Břeclavi, Bohunic a Hodonína.

### AC Sparta Praha

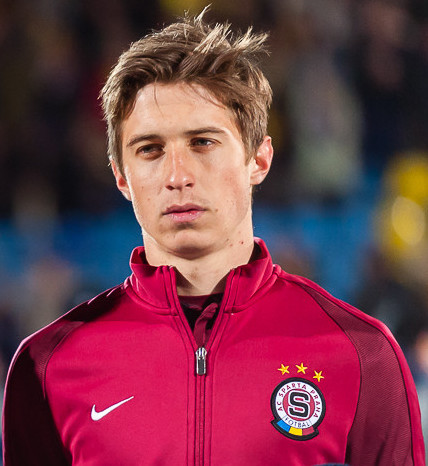
Michal Sáček, 2017

Do Sparty Praha byl v roce 2014 doporučen jeho tehdejším trenérem z FK Hodonín, Mariem Rossim. Na testech zaujal a tak začal nastupovat za sparťanský dorost a později i juniorku.
Na jaře 2016 začal Michal trénovat s A-týmem a tehdejší trenér Zdeněk Ščasný mu dal poprvé šanci v pohárovém zápase s Slovanem Liberec (2:0). V posledním kole ročníku 2015/16 si poprvé zahrál i prvoligové utkání, a sice celý druhý poločas proti Vysočině Jihlava (5:0). V létě už s týmem absolvoval kompletní letní přípravu, ale poprvé nastoupil až v polovině září, kdy nečekaně nastoupil v základní sestavě v 1. zápase základní skupiny Evropské ligy na půdě anglického Southamptonu (0:3). Podruhé v sezóně pak nastoupil až v dalším zápase Evropské ligy proti Interu Milán (3:1), to už pod novým trenérem Davidem Holoubkem, který ho do Sparty přivedl a vedl ho i v dorostu. Odehrál i následující ligové utkání 2. 10. v Brně (3:3). Pak však přišlo zranění a na trávník se vrátil až 3. 12. v závěrečném podzimním kole proti Teplicím (2:1).
Největší zlom přišel v sezóně 2019/20, kdy Michal nastoupil do všech ligových zápasů. Dne 25. srpna 2019 při absenci některých hráčů poprvé vedl Spartu jako kapitán.
| Gól                                 | Datum       | Soutěž (kolo)               | Zápas                               | Skóre (minuta) | Výsledek |
| ----------------------------------- | ----------- | --------------------------- | ----------------------------------- | -------------- | -------- |
| 1                                   | 9. 3. 2019  | Fortuna:Liga (24.)          | AC Sparta Praha – FC Viktoria Plzeň | 3:00(68.)      | 4:0      |
| 2                                   | 8. 12. 2019 | Fortuna:Liga (19.)          | AC Sparta Praha – FK Mladá Boleslav | 1:00(2.)       | 5:2      |
| 3                                   | 8. 12. 2019 | Fortuna:Liga – O titul (1.) | AC Sparta Praha – FC Slovan Liberec | 2:10(43.)      | 4:1      |
| Celkem za AC Sparta Praha: Liga – 3 |             |                             |                                     |                |          |

## Reprezentační kariéra
Sáček debutoval v české mládežnické reprezentaci U20 1. září 2016 proti Nizozemsku U20 (porážka 1:4, vstřelil jediný gól českého týmu).
V české jedenadvacítce debutoval 24. března 2017 v přátelském utkání proti Slovensku (výhra 4:1).
Trenér Vítězslav Lavička jej v červnu 2017 vzal na Mistrovství Evropy hráčů do 21 let v Polsku. Český tým obsadil se třemi body 4. místo v základní skupině C.
V říjnu 2020 byl poprvé povolán do A týmu fotbalové reprezentace na utkání Ligy národů ve Skotsku, do hry však nezasáhl.

## Debuty
- Český fotbalový pohár – 30. března 2016, AC Sparta Praha – FC Slovan Liberec 2:0 (odveta čtvrtfinále), odehrál 8 minut
- 1. česká fotbalová liga – 14. května 2016, AC Sparta Praha – FC Vysočina Jihlava 5:0 (30. kolo), odehrál celý druhý poločas
- Česká fotbalová reprezentace do 20 let – 1. září 2016, Nizozemsko U20 – Česko U20 4:1 (přátelský zápas), odehrál celý zápas, vstřelil 1 gól
- Evropská liga UEFA – 15. září 2016, Southampton FC – AC Sparta Praha 3:0 (1. zápas základní skupiny), odehrál celé utkání
- Česká fotbalová reprezentace do 21 let – 24. března 2017, Česko U21 – Slovensko U21 4:1 (přátelský zápas), odehrál 28 minut

## Statistika odehraných zápasů

### Klubové
| Sezóna           | Klub             | Soutěž                   | Z   | M    | G |
| ---------------- | ---------------- | ------------------------ | --- | ---- | - |
| 2015/16          | AC Sparta Praha  | Synot liga               | 1   | 45   | 0 |
| 2015/16          | AC Sparta Praha  | MOL Cup                  | 3   | 120  | 0 |
| 2015/16          | AC Sparta Praha  | Celkem v sezóně          | 4   | 165  | 0 |
| 2016/17          | AC Sparta Praha  | ePojisteni.cz liga       | 15  | 1225 | 0 |
| 2016/17          | AC Sparta Praha  | Evropská liga            | 5   | 372  | 0 |
| 2016/17          | AC Sparta Praha  | Celkem v sezóně          | 20  | 1597 | 0 |
| 2017/18          | AC Sparta Praha  | HET liga                 | 19  | 813  | 0 |
| 2017/18          | AC Sparta Praha  | MOL Cup                  | 2   | 164  | 0 |
| 2017/18          | AC Sparta Praha  | Celkem v sezóně          | 21  | 977  | 0 |
| 2018/19          | AC Sparta Praha  | Fortuna liga             | 25  | 1742 | 1 |
| 2018/19          | AC Sparta Praha  | MOL Cup                  | 3   | 216  | 0 |
| 2018/19          | AC Sparta Praha  | Celkem v sezóně          | 28  | 1958 | 1 |
| 2019/20          | AC Sparta Praha  | Fortuna liga             | 35  | 2887 | 2 |
| 2019/20          | AC Sparta Praha  | Evropská liga (předkola) | 2   | 180  | 0 |
| 2019/20          | AC Sparta Praha  | MOL Cup                  | 4   | 348  | 0 |
| 2019/20          | AC Sparta Praha  | Celkem v sezóně          | 41  | 3415 | 2 |
| 2020/21          | AC Sparta Praha  |                          |     |      |   |
| Celkem v kariéře | Celkem v kariéře | Celkem v kariéře         | 114 | 8112 | 3 |

Poznámka: Aktuální ke konci soutěžního ročníku 2019/20

### Reprezentační
| Rok  | Reprezentační výběr | Soutěž                    | Z | M   | G |
| ---- | ------------------- | ------------------------- | - | --- | - |
| 2016 | Česko U20           | přátelský zápas           | 2 | 168 | 1 |
| 2017 | Česko U21           | EURO U21 2017             | 2 | 88  | 0 |
| 2017 | Česko U21           | kvalifikace EURO U21 2019 | 4 | 333 | 1 |
| 2017 | Česko U21           | přátelský zápas           | 4 | 253 | 0 |
| 2018 | Česko U21           | kvalifikace EURO U21 2019 | 3 | 263 | 0 |
| 2018 | Česko U21           | přátelský zápas           | 2 | 91  | 0 |

### Zápasy v jednotlivých soutěžích
| Soutěž                   | Z  | M    | G |
| ------------------------ | -- | ---- | - |
| 1. česká fotbalová liga  | 95 | 6712 | 3 |
| Český pohár              | 12 | 848  | 0 |
| Evropská liga UEFA       | 5  | 372  | 0 |
| Evropská liga (předkola) | 2  | 180  | 0 |